# テクネチウム
テクネチウム（英: technetium [tɛkˈniːʃiəm]）は、原子番号43の元素。元素記号は Tc。マンガン族元素の一つで、遷移元素である。天然のテクネチウムは地球上では非常にまれな元素で、ウラン鉱などに含まれるウラン238の自発核分裂により生じるが、生成量は少ない。そのため、後述のように自然界からはなかなか発見できず、人工的に合成することで作られた。すなわち発見が自然界に由来しない最初の元素かつ最初の人工放射性元素となった。安定同位体が存在せず、全ての同位体が放射性である。最も半減期の長いテクネチウムはテクネチウム98で、およそ420万年である。

## 名称
1947年にテクネチウムと命名された。語源はギリシャ語の「人工」を表す "τεχνητός"（technitos）。 
イタリアのパレルモ大学では、パレルモのラテン名にちなむパノルミウム (Panormium) という名を提案していた。

## 発見の歴史
周期表中でモリブデンとルテニウムの中間に空欄があったことから、19世紀から20世紀初頭にかけて、多くの研究者がこの43番元素を発見するのに熱中した。この43番元素は他の未発見元素と比べると簡単に発見できるだろうと思われていたが、1936年にサイクロトロンで合成されるまで得られなかった。
- 1828年 - 白金鉱石から発見された元素が43番元素であると発表され、 ポリニウム （polinium）と命名されたが、正体は不純物が混入したイリジウムであることがわかった。
- 1846年 - 43番元素が発見されたという報告が入り、 イルメニウム  (ilmenium) という名前がつけられた。しかしこの元素の正体は不純物が混入したニオブであることがわかった。この誤りは1847年まで繰り返された。
- ロシア帝国の科学者ドミトリ・メンデレーエフはこの43番元素をマンガンの1マス下にあることから「エカマンガン」と名付けた。
- 1877年 - ロシアの科学者セルゲイ・カーンが白金鉱石から43番元素を発見したと報告。カーンは有名なイギリスの科学者ハンフリー・デービーにちなんでデビウム (dabyum) と名付けた。しかし、それはロジウム、イリジウム、鉄の混合物であることが判明した。
- 1908年（明治40年） - 日本の小川正孝が43番元素を発見したと発表、ニッポニウム (nipponium, Np) と命名したが、後に43番元素は地球上にはほぼ存在しない（92番元素のウランが崩壊することによって一定の数があると思われる）ことが判明したためこれは取り消され、元素記号として使用される予定だった Np もネプツニウムに使用された。現在、小川正孝の発見は75番のレニウムだったと考えられている。当時まだ75番元素は発見されていなかった。
- 1936年 - セグレはローレンス・バークレー国立研究所を訪れた際に所長のアーネスト・ローレンスに依頼して、サイクロトロンで加速した重陽子線が衝突したモリブデン箔（部品の一部）を帰国後に送ってもらった。セグレは Carlo Perrier と共にパレルモ大学でこのモリブデン箔を分析して43番元素を12月に発見した。人工的に作られた最初の元素であった。正式な命名は上記のとおり1947年である。
- 1957年 - ポール・メリルにより、赤色巨星にテクネチウムが存在することがスペクトルで観測された。

## 特徴
白金に似た外観を持つ銀白色の放射性の金属で、比重は11.5、融点は2172 °C（異なる実験値あり）。沸点は4000 °C以上。多くの場合は粉末状で得られ、バルクは希少である。安定な結晶構造は六方晶系。363 nm、403 nm、410 nm、426 nm、430 nm、485 nmの特有スペクトルを持つ。わずかに磁性を持っており11.3 K以下にすると強磁性を示す。
化学的性質はレニウムに類似する。フッ化水素酸、塩酸には不溶で、酸化力のある硝酸、濃硫酸、王水には溶ける。単体は、湿った空気でゆっくりと曇る。粉状のテクネチウムは、酸素中で炎を出して燃える。+2、+4、+5、+6、+7の酸化数をとる。酸化物には酸化テクネチウム(IV) TcO2 や酸化テクネチウム(VII) Tc2O7 がある。酸化条件下では過テクネチウム酸 TcO4- が見られる。

## 天然での存在
テクネチウムは現在、いくつかの恒星のスペクトル線からも、天然での存在が確認されている（テクネチウム星）。地球上ではウラン鉱中に微量が自発核分裂生成物として見い出される。医療用に使用される同位体は放射性廃棄物中から単離して得る方法と、中性子を照射されたモリブデンの同位体から得る方法がある。

## 安定同位体が存在しない理由
テクネチウムは比較的軽い元素でありながら安定同位体が存在せず、標準原子量が定められない。これは、テクネチウムが置かれた「位置」による偶然の結果である。中性子数55の 98Tc が最も長寿命な核種だが、これも放射性同位体である。
一般に原子核は、陽子と中性子の数がともに偶数だと安定し、ともに奇数だと不安定となる。
さらに陽子数と中性子数の間には最も安定する比があり、ベータ安定線と呼ばれるが、テクネチウムの場合、ベータ安定線に一致する98Tc は陽子数43と中性子数55で奇数と奇数の不安定核種であった。
もっともこれは、原子番号が奇数の元素に共通の現象であり、多くはその次に安定な核種が安定同位体となっている（例えば93Nb や103Rh 、詳細は核種の一覧参照）。
ただし、「次に安定な核種」は自動的に「質量数が奇数の核種」となるため、奇数の同じ質量数を持つ核種のうちで安定核種は1つしか存在できない制約（偶数の同じ質量数を持つ核種は、安定核種が複数存在できる）を受ける事となった。中性子数54の97Tc は 97Mo に、同じく56の 99Tc は 99Ru に安定性で劣り、不安定核種となってしまった。
中性子数がさらに多い、または少ない核種は、そもそも安定性の土俵に乗れず、結果としてテクネチウム以外の元素は安定同位体を得たが、テクネチウムだけが安定同位体を得られなかった。かくしてテクネチウムは、安定同位体の存在しない、放射性元素となった。プロメチウムも、同様の理由により放射性元素となった。

## 用途
β線を放出せず適量のγ線のみを放つ 99mTc の特性を活かし、核医学という医療の一分野を支える重要な元素で、人体各部（骨、腎臓、肺、甲状腺、肝臓、脾臓など）に対するシンチグラムに用いる。利用例としては、血流測定剤、骨イメージング剤、腫瘍診断剤の放射線診断薬など。テクネチウムを含む物質を放射性医薬品として投与した場合の体内動態などは充分解明されている上、検査目的に応じた多種の注射剤が供給されている。テクネチウム製剤は投与後24時間で投与量の30%が尿流に排泄されるが、核種としての物理半減期が6時間程度であるので実効半減期はもっと短い。平成27年（2015年）度調査における診断参考レベルでは、検査目的により異なるが概ね300～1200MBqである。日本ではテクネチウムを含む薬剤を用いた緊急検査も行えるほどの利用ノウハウが蓄積されているが、国産化されておらず、カナダを中心に全量を輸入している（正確にはβ壊変によって 99mTc を生成する 99Mo （半減期65.97時間）をモリブデン酸ナトリウムなどの形で輸入し、壊変によって生じた 99mTc を抽出して利用する（ミルキング））。これらを製造している原子炉は現在世界でカナダやオランダ、南アフリカ共和国、フランス、ベルギーの各国にある5基の実験用小型原子炉のみであるが、235U の核分裂による生成物として 99Mo を得る関係上、 90%以上の（すなわち核兵器級の）濃縮度の 235U を用いることから核拡散の懸念があることに加え、いずれの生産炉も老朽化による故障・緊急停止などが度々生じている状況にある。また 99mTc ほどでないにせよ 99Mo であっても半減期が短く長期在庫を得ることができないため、こうした生産炉の稼働停止が生ずると直ちにテクネチウム製剤の供給に問題が生ずることとなり、日本国内の病院等でシンチグラフィー検査ができなくなる事態が発生している。
日本の原子力委員会は2022年4月、テクネチウム99mのほかモリブデン99、アクチニウム225、アスタチン211といった医療用放射性物質の国内自給率を高めるべきだとする提言案をまとめた。

## 化合物
- 酸化テクネチウム(IV) (TcO2)
- 酸化テクネチウム(VII) (Tc2O7)
- 過テクネチウム酸アンモニウム (NH4TcO4)
- 過テクネチウム酸
- 六フッ化テクネチウム